# آقای زالو
آقای زالو با نام سابق زالو فیلمی کمدی به کارگردانی و تهیه‌کنندگی مهران احمدی و نویسندگی حمید اکبری خامنه است
آقای زالو بعد از فیلم های مصادره و سگ بند سومین ساخته مهران احمدی است.

## بازیگران
- مهران مدیری
- مهران احمدی
- امین حیایی
- هادی کاظمی
- یوسف صیادی
- بهرنگ علوی
- غلامرضا نیکخواه
- محمدرضا علیمردانی
- خسرو احمدی
- ژاله صامتی
- مونا فرجاد
- عین‌الله دریایی
- سامان مهکویه
- امین فصیح
- باران احمدی
- سعید برجعلی
- علیرضا آشوری